# Идентитет (Морнарички истражитељи: Лос Анђелес)
Епизода Идентитет је 1. епизода 1. сезоне серије "МЗИС: Лос Анђелес". Премијерно је приказана 22. септембра 2009. године на каналу ЦБС.

## Опис
Сценарио за епизоду је писао творац серије "МЗИС: Лос Анђелес" Шејн Бренан, а режирао ју је Џејмс Вајтмор мл..
Пошто се успешно опоравио од скоро фаталних повреда на крају епизоде "Легенда (2. део)" Кален се вратио у ОСП чије је седиште пресељено на ново место. Његов први случај када се вратио је случај војног командира кога је отео нарко картел и на крају убио током пуцњаве између чланова картела и полиције. Екипа убрзо открива да је командирове акције против картела у Мексику можда угрозиле високо поверљиву војну операцију и угрозити живот командирове сестричине, тако да екипа мора да сее трка са временом да спасе живот девојчице пре него што буде касно.
У овој епизоди се појављује директор Леон Венс. 

## Ликови

### Из серијеМЗИС: Лос Анђелес
- Крис О’Донел као Гриша Кален
- Питер Камбор као Нејт Гејц
- Данијела Руа као Кензи Блај
- Адам Џамал Крег као Доминик Вејл
- Линда Хант као Хенријета Ленг
- Џејмс Тод Смит као Семјуел Хана
- Берет Фоа као Ерик Бил

### Из серијеМЗИС
- Роки Керол као Леон Венс